# Hwang Seon-a
Hwang Seon-a (16 novembre 1989) è una schermitrice sudcoreana.

## Palmarès
- Mondiali

Lipsia 2017: argento nella sciabola a squadre.
Wuxi 2018: bronzo nella sciabola a squadre.
Budapest 2019: bronzo nella sciabola a squadre.
- Campionati asiatici

Suwon 2014: argento nella sciabola a squadre.
Singapore 2015: oro nella sciabola a squadre.
Wuxi 2016: oro bronzo nella sciabola individuale e argento nella sciabola a squadre.
Hong Kong 2017: argento nella sciabola a squadre.
Bangkok 2018: argento nella sciabola a squadre.